# José David Lucas Batista

Dr. José David Lucas Batista (Manteigas, 16 de Setembro de 1921  – Manteigas, 3 de Agosto de 2003) 

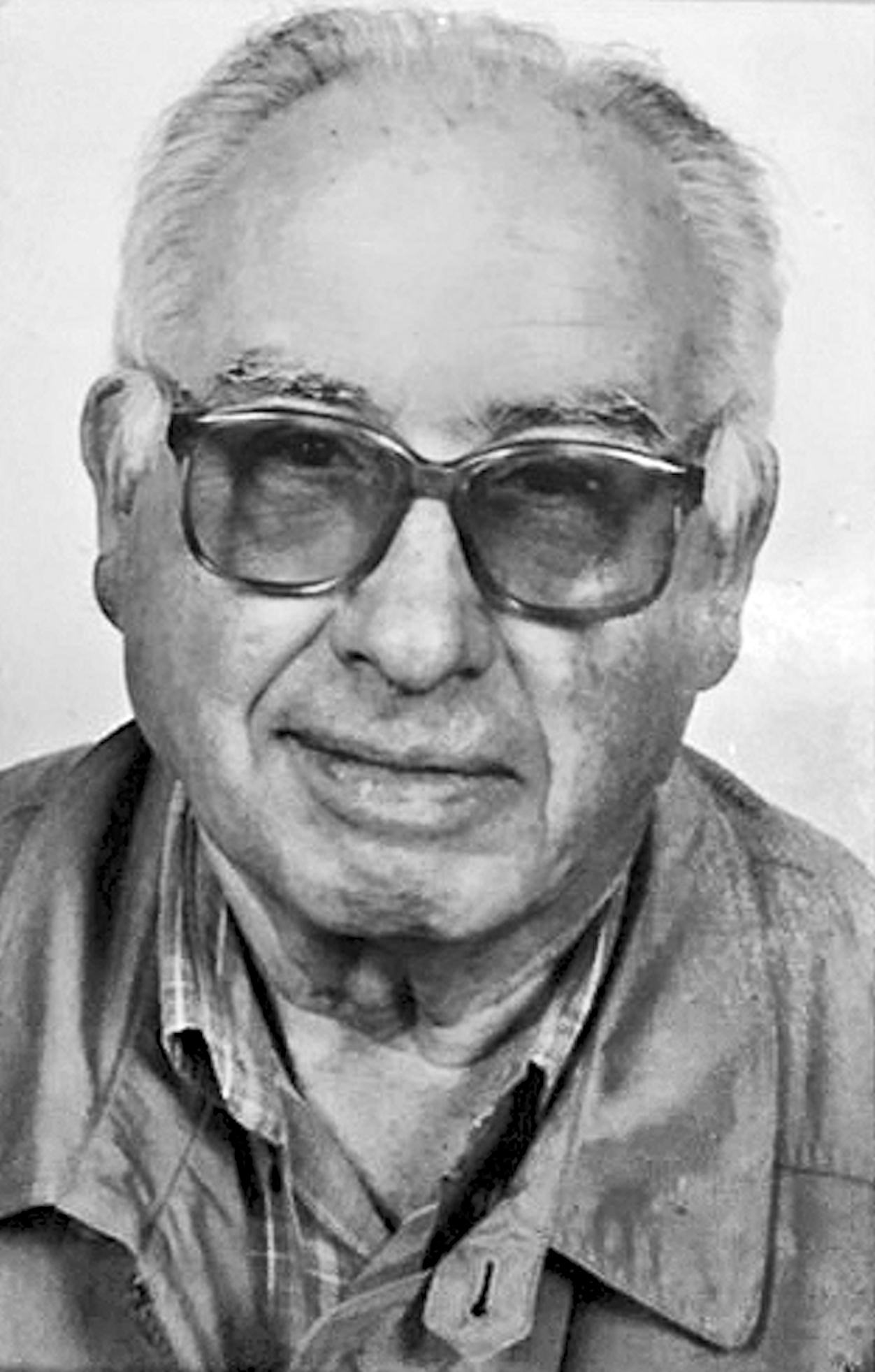
Dr. José David Lucas Batista, historiador de Manteigas e da Serra da Estrela

## Biografia
Dr. José David Lucas Batista destacou-se como historiador do Concelho de Manteigas e da Serra da Estrela. Em 1959, licenciou-se em filologia românica pela Faculdade de Letras da Universidade de Lisboa. Trabalhou com Jorge de Macedo na temática da indústria do arroz em Portugal. Seguiu como leitor/professor de Português na Universidade de Frankfurt am Main Johann Wolfgang Goethe, Alemanha, onde trabalhou durante quatro anos. Regressou a Portugal, a pedido do Sr. Adelino Esteves de Carvalho (administrador do Concelho de Manteigas), lecionando como professor do ensino secundário no Externato de Nossa Senhora de Fátima em Manteigas. Casou com a Sra. D. Teresa Fraga, manteiguense e professora do ensino primário. Era primo e amigo próximo de D. Albino Mamede Cleto, Bispo Auxiliar de Lisboa, e Bispo de Coimbra. 
Dr. José David Lucas Batista interessou-se pela história e a toponímia de Manteigas e da Serra da Estrela.
Publicou, também, um livro de poesia "Poemas de vida e de morte" (1999).

## Obras do Dr. José David Lucas Batista

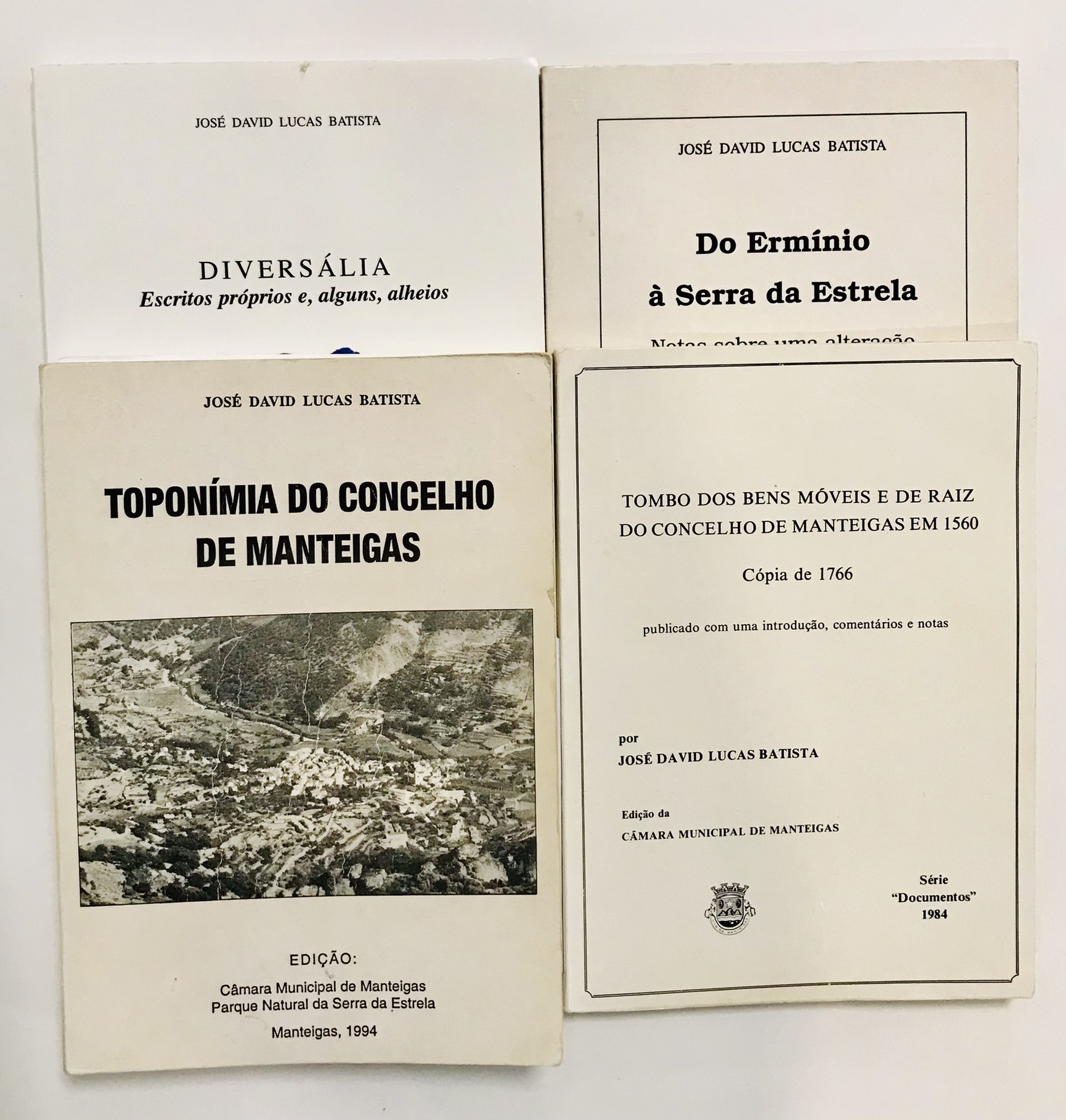
Quatro livros do Dr. José David Lucas Batista

1. 1958 Nomes de lugar do concelho de Manteigas / José David Lucas Baptista. Lisboa : [s.n.]. [2]
2. 1958 Objectos do mundo físico em imagens de metáforas no Cancioneiro Geral de Garcia de Resende / José David Lucas Baptista. Lisboa : [s.n.]. [3]
3. 1959 Poesia de desengano em John Clare [ Texto policopiado] : subsídios para o estudo da influência da revolução agrária na literatura Inglesa / José David Lucas Baptista. Lisboa : [s.n.]. [4]
4. 1982 A flora e a vegetação da Serra da Estrela, de A. R. Pinto da Silva e A. N. Teles : algumas considerações acerca desse trabalho. Edição da Câmara Municipal de Manteigas [5]
5. 1984 Tombo dos bens móveis e de raiz do Concelho de Manteigas em 1560 - cópia de 1766 - publicado com uma introdução, comentários e notas, Edição Câmara Municipal de Manteigas [6]
6. 1984 Património cultural e património natural do concelho de Manteigas, Edição Câmara Municipal de Manteigas [7]
7. 1988 O povoamento da Serra da Estrela de 1055 a 1233. Edição Instituto de Cultura e Língua Portuguesa e Parque Natural da Serra da Estrela [8]
8. 1990 Manteigas : uma vila da Serra da Estrela, de 1136 a 1527 / José David Lucas Batista. Manteigas : Parque Natural da Serra da Estrela, 1990.[9]
9. 1993 Do Ermínio à Serra da Estrela - Notas sobre uma alteração toponómica e outros estudos [10]

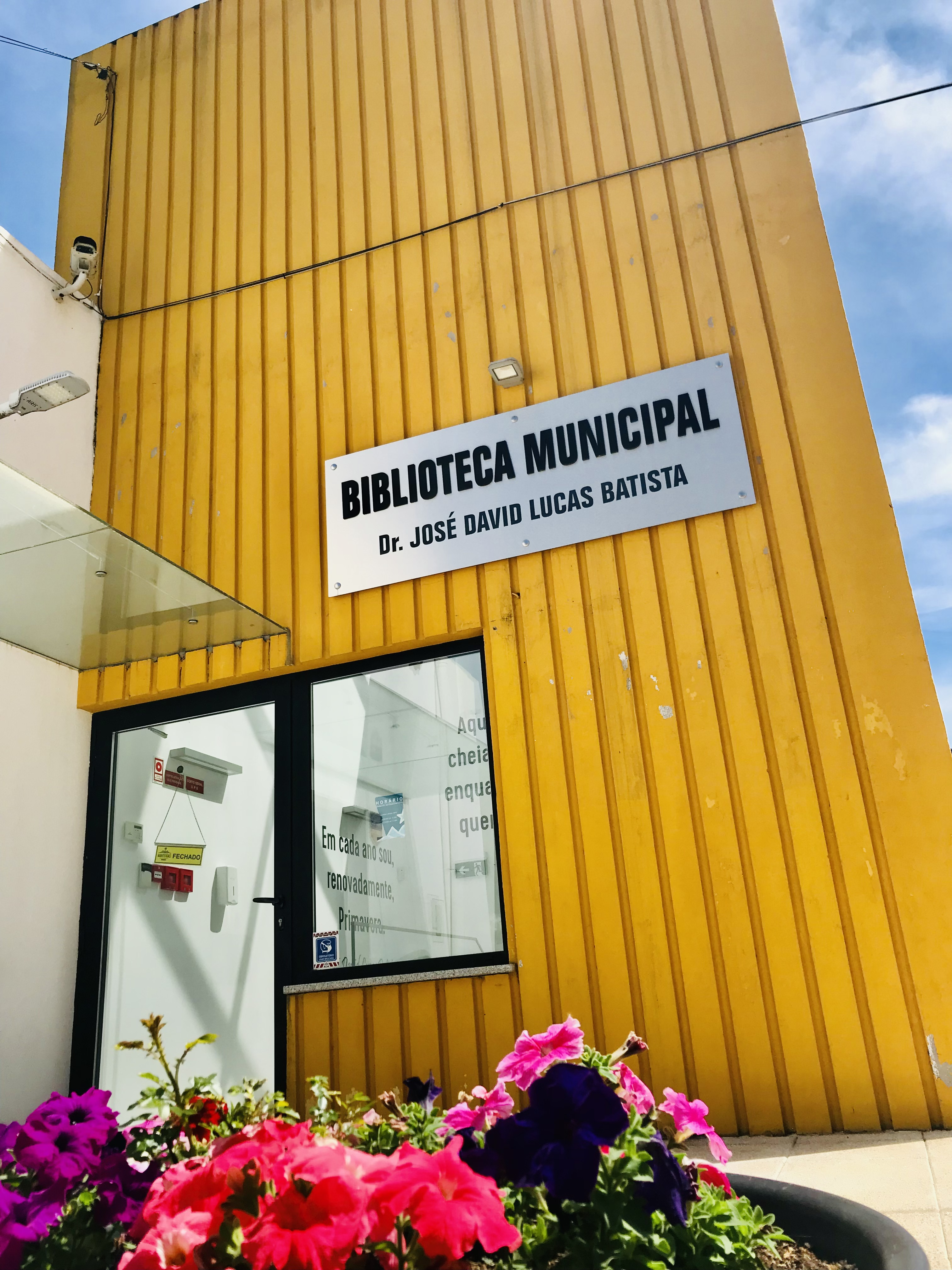
Biblioteca Municipal Dr. José David Lucas Batista (Manteigas)

10. Biblioteca Municipal Dr. José David Lucas Batista (Manteigas)1994 Toponímia do Concelho de Manteigas, Edição Câmara Municipal de Manteigas e Parque Natural da Serra da Estrela [11]
11. 1998 Toponímia do Concelho de Manteigas, Edição Câmara Municipal de Manteigas [12]
12. 1999 Poemas de vida e de morte : originais e traduções / José David Lucas Batista. Manteigas : Notícias de Manteigas, 1999. [13]
13. 2002 A Santa Casa da Misericórdia na Vila de Manteigas de 1646 a 1929, volume I – 1646-1700, Edição Santa Casa da Misericórdia de Manteigas[14]
14. 2002 Diversália - escritos próprios e, alguns alheios, Edição Notícias de Manteigas[15]
15. 2005 Dispersália - estudos vários locais e regionais, Edição da Câmara Municipal de Manteigas[16]

## Biblioteca Municipal Dr. José David Lucas Batista
Em 16 de Julho de 2017 foi inaugurada a Biblioteca Municipal de Manteigas com o nome de Dr. José David Lucas Batista, Bibliotecas, 21 de maio de 2022 

## Prémio Literário Dr. José David Lucas Batista

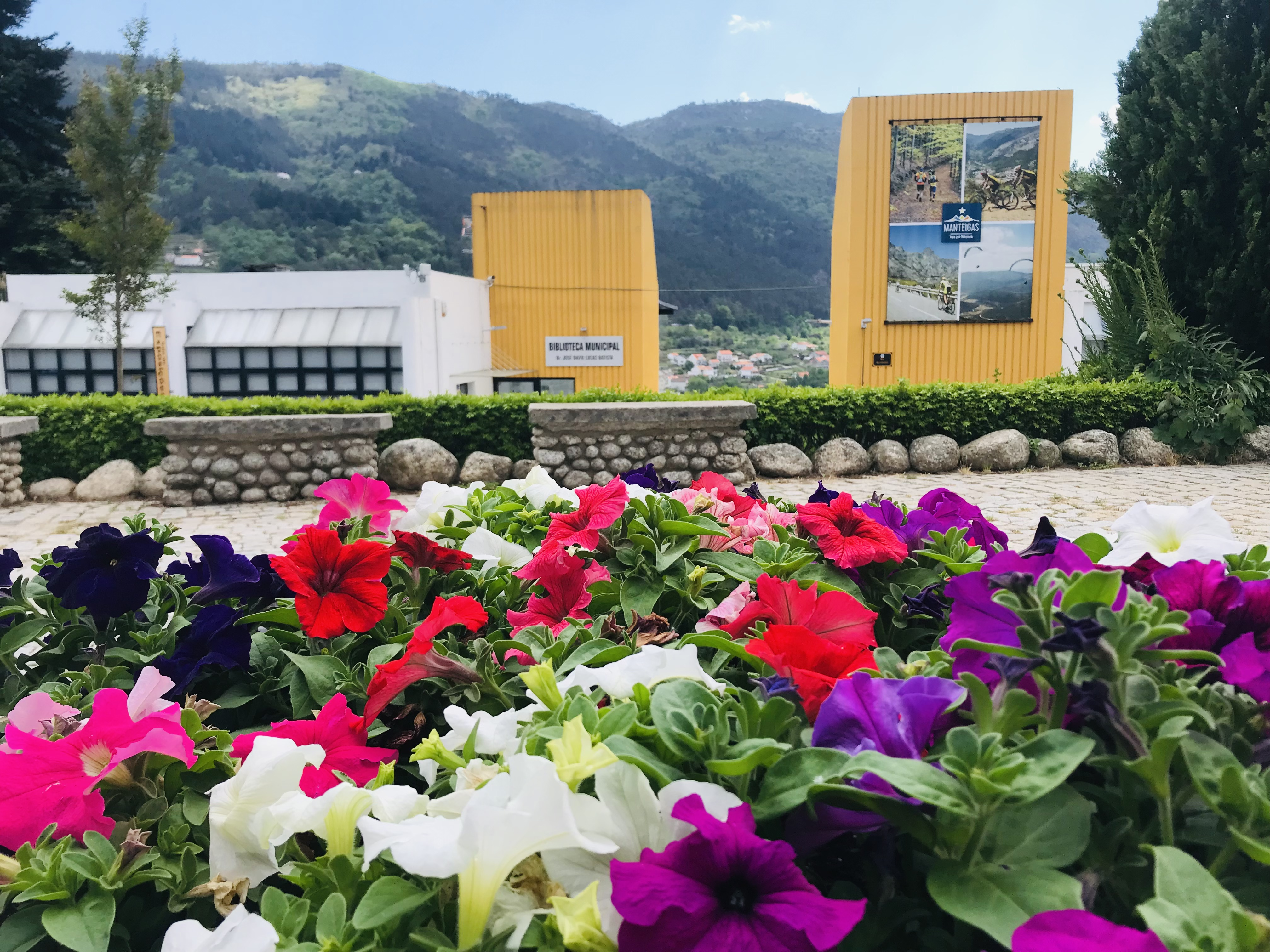
Biblioteca Municipal Dr. José David Lucas Batista

O Centro Recreativo e Cultural de Santa Maria - Manteigas (CRCSM) institui em 2017 o Prémio Literário Dr. José David Lucas Batista. O prémio tem periodicidade bienal. De acordo com o CRCSM, o Dr. José David Lucas Baptista legou uma significativa obra literária a Manteigas e à Serra da Estrela, que fica a marcar duma forma indelével o panorama literário manteiguense durante a segunda metade do século XX e princípio século XXI. Por outro lado, as suas obras, na maioria tendo por objeto as terras de Manteigas e a sua história, cumpriram com rigor a defesa, o estudo e a divulgação do património da Serra da Estrela. Finalmente, acresce que o Sr. Dr. José David Lucas Baptista foi também associado do Centro Recreativo e Cultural de Santa Maria – Manteigas.[]
Lista de Vencedores do Prémio Literário Dr. José David Lucas Batista:
1. Nataniel Lopes da Rosa (2017). “Manteigas: No outro lado do tempo - décadas de 1950 e 1960”[17][]Manteigas - No outro lado do tempo, décadas de 1950 e 1960, por  Nataniel Lopes da Rosa (Prémio Literário José David Lucas Batista 2017)

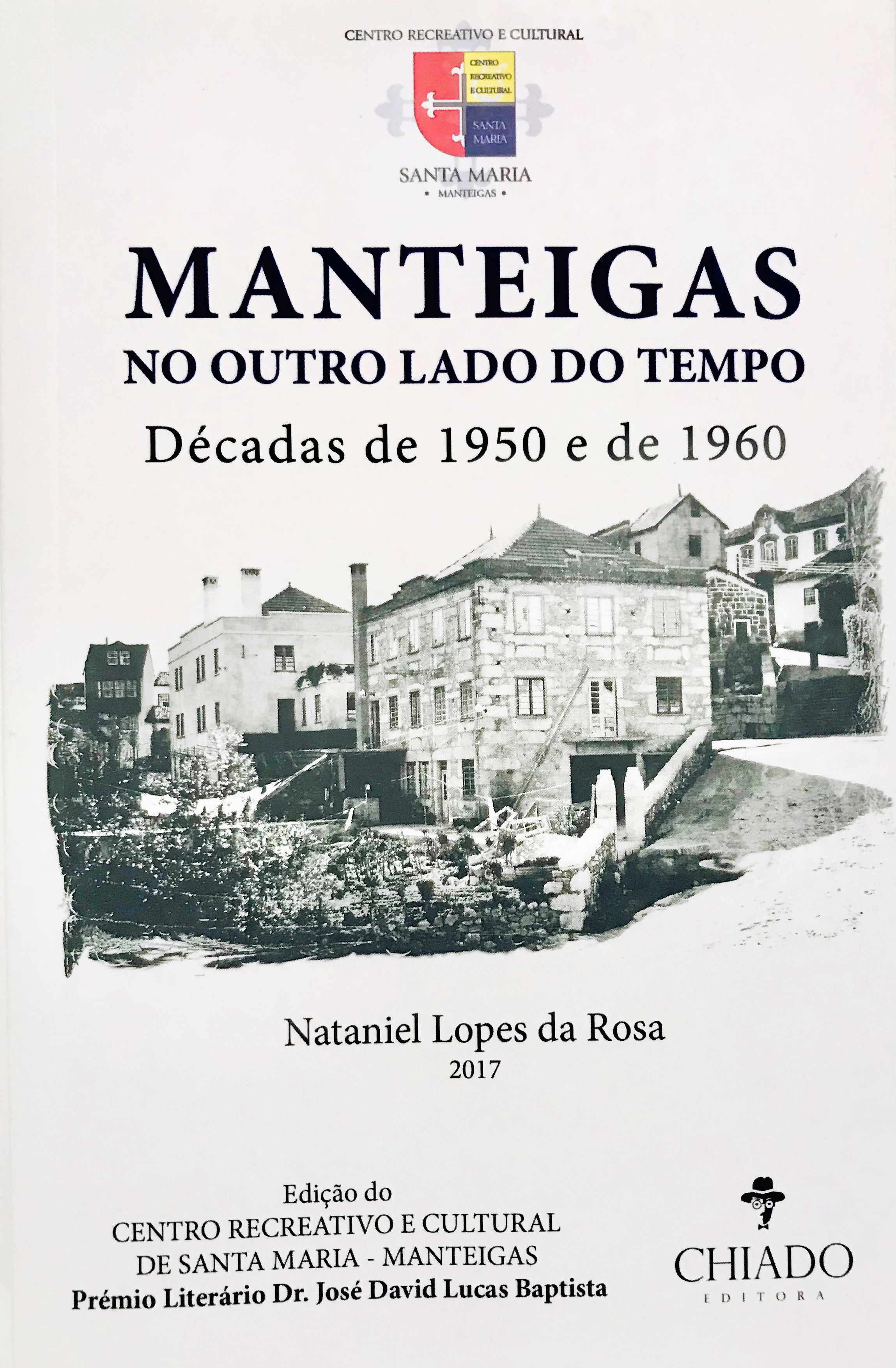
Manteigas - No outro lado do tempo, décadas de 1950 e 1960, por Nataniel Lopes da Rosa (Prémio Literário José David Lucas Batista 2017)